# Тимей (историк)
Вижте пояснителната страница за други личности с името Тимей.
Тимей (старогр. Timaios) – старогръцки философ питагореец, съвременник на Платон, живял V-IV век пр.н.е.
Друга информация спрямо него гласи, че е историк, роден в Тавроменион, Сицилия (дн. Таормина) (? – 250 г. пр.н.е.). Бил изгонен от града от тирана Агатокъл и отишъл в Атина. Той написал история на Сицилия до сблъсъка с римляните в Картаген, но тя била считана за необективна. Тимей първи изчислява годините спрямо Олимпиадите.